# Burgruine Schellerlhof
Die Reste der denkmalgeschützten Burgruine Schellerlhof befinden sich auf dem Gebiet der Oberpfälzer Stadt Roding in der Nähe der zum benachbarten Markt Stamsried gehörenden Ortschaft Raubersried im Landkreis Cham (Bayern). Die Anlage liegt am nordnordöstlichen Abhang des Schwärzenbergs oberhalb des Quellbereichs des Schellerbaches im Strahlfelder Forst.

## Geschichte
Der Name der Anlage  leitet sich von dem Schellerbach ab. Eine schriftliche Überlieferung zu dieser Anlage findet sich nicht. Möglicherweise handelt es sich um ein Vorwerk der Burg Schwärzenberg aus dem 14. Jahrhundert. Aufgrund des fehlenden Grabens kann der Anlage nur ein eingeschränkter Wehrcharakter zugesprochen werden.

## Baubeschreibung
Die Anlage erhebt sich auf einem terrassenartig aufgeschütteten Hügel von 30 × 15 m. Vorhanden sind Mauerzüge eines rechteckigen Baus von 25 × 11 m. Diese sind 1,2 m stark und aus Rosenquarzbruchsteinen ausgeführt. Der Baukörper wird durch drei Quermauern geteilt, an der Ostecke liegt ein weiterer abgetrennter quadratischer Raum. Hier lag ein  1792 abgebrannter Bauernhof.